# Víbora caliente
Pour plus de détails, voir Fiche technique et Distribution.
Víbora caliente (litt. Vipère brûlante) est un western mexicain sorti en 1978, réalisé par Fernando Durán Rojas,,.

## Synopsis
Jenkins est un assassin sans pitié, qui massacre un détachement de militaires accompagnant une veuve et le cercueil de son époux, sans se priver de violer puis de tuer la veuve, et de s'emparer de la paie des soldats qui était également transportée par eux. Le shérif de Víbora caliente / Hot Snake en appelle aux chasseurs de primes pour retrouver ce hors-la-loi. Sur sa piste, se mettent successivement Miranda et Emiliano, pourtant prévenus par une sorcière de ne pas y aller. Miranda est tué sans pitié par Jenkins. Emiliano parvient à surprendre Jenkins et à le descendre. Mais il est suivi par un jeune pistolero, Eric, qui cherche à se venger des humiliations qu'Emiliano lui avait fait subir. Celui-ci, blessé à la main par le cheval d'Emiliano qui s'enfuyait pour engrosser sa jument, commence par suivre Emiliano de loin. La nuit, il joue du cadavre qu'Emiliano porte avec lui pour faire perdre le sens à ce dernier. À la fin, dans un duel où Emiliano se fait surprendre, Eric le tue et revient percevoir la récompense. Mais dans sa soif de vengeance, il étrangle Eva, la prostituée préférée d'Emiliano, qui avait participé à son humiliation. Il est alors poursuivi par le shérif et son adjoint, qu'il prend pour les fantômes d'Emiliano et de Jenkins. Affolé, il est abattu.

## Fiche technique
- Titre espagnol original : Víbora caliente
- Titre anglais : Hot Snake
- Réalisation : Fernando Durán Rojas
- Scénario : Antonio Orellana, Eric del Castillo (es)
- Musique : Nacho Méndez
- Photographie : Raúl Domínguez
- Production : Conacite Dos
- Pays de production :  Mexique
- Genre : Western
- Durée : 91 min[1]
- Date de sortie : 
  - Mexique : 16 février 1978[4]

## Distribution
- Eric del Castillo : Emiliano
- Christa Linder : Eva
- Carlos East (es) : John Jenkins
- Ricardo Noriega : Eric
- Noé Murayama (es) : Miranda
- Jorge Russek : shérif
- Mónica Miguel (es) : Ramona
- Carlos Bravo : barman
- Ponciano del Castillo : Chamaco
- Federico Falcón : capitaine
- Gustavo Negrete (sous le pseudo de Gustavo del Castillo) : Jacinto
- Raúl Hernández : soldat tué
- Antonio Leo : vieil indien
- Diana Herrera : la veuve
- Ángel de la Peña : Ángel de la Peña
- Magnolia Rivas : María
- Ernesto Juárez
- Fernando Pinkus : employé du bar
- Óscar Saro : lieutenant